# 가이 리치
가이 리치(Guy Ritchie, 1968년 9월 10일 ~ )는 잉글랜드의 영화 감독이다. 2000년부터 2008년까지 마돈나의 남편이었다.

## 작품 목록
- 하드 케이스 (단편, 1995)
- 록 스탁 앤 투 스모킹 배럴즈 (1998)
- 스내치 (2000)
- 스웹트 어웨이 (2002)
- 리볼버 (2005)
- 락큰롤라 (2008)
- 셜록 홈즈 (2009)
- 셜록 홈즈: 그림자 게임 (2011)
- 맨 프롬 UNCLE (2015)
- 킹 아서: 제왕의 검 (2017)
- 알라딘 (2019)
- 젠틀맨 (2020)
- 캐시트럭 (2021)
- 스파이 코드명 포춘 (2023)
- 더 커버넌트 (2023)
- 언젠틀 오퍼레이션 (2024)
- 젊음의 샘 (2025)
- 인 더 그레이 (2025)